# Шары дьявола
Заповедник «Шары дьявола» (англ. Devils Marbles Conservation Reserve) — скопление огромных гранитных валунов, в беспорядке разбросанных по широкой неглубокой долине Северной Австралии (примерно в 114 км южнее Теннант-Крика). Одна из самых известных достопримечательностей Австралии, международно признанный символ внутренней малонаселённой части континента. Заповедник основан в октябре 1961 года.
Среди аборигенов место известно как Карлу-Карлу (Karlu Karlu). Камни дьявола выглядят очень необычно из-за своих размеров, расположения и формы. Многие из валунов достигают высоты в 11—12 метров. Круглые красно-коричневые камни похожи на гигантские яйца.
У аборигенов существует множество легенд об их происхождении: например, про то, что камни являются украшениями Арранджа (человека-дьявола), который украшал ими обрядовую повязку для головы, но некоторые уронил на землю.
Формирование валунов заняло два геологических периода. Остывавшая в течение миллионов лет магма образовала в земной коре гранит, над которым находились толстые слои песчаника, оказывавшие на него огромное давление. Поскольку мягкий песчаник был значительно больше подвержен разрушительному влиянию атмосферных явлений, то в конечном итоге гранит оказался почти на поверхности. В течение долгих тысячелетий погода своим химическим и механическим воздействием округляла камни, поскольку данные процессы активнее проходили на поверхности валунов.